# Kwame Ayew
Kwame Ayew (Accra, 28 dicembre 1973) è un ex calciatore ghanese, di ruolo attaccante.

## Biografia
Kwame è il fratello di Abedi Pelé e zio di Abdul Rahim Ayew, André Ayew e Jordan Ayew, tutti calciatori professionisti.

## Carriera
Ha militato in squadre portoghesi (Vitória Setúbal, União Leiria, Boavista, Sporting Lisbona), francesi (Metz), italiane (Lecce), turche (Kocaelispor) e cinesi (Shenyang Ginde). Con il Lecce retrocesse dalla Serie A alla Serie C1.

## Statistiche

### Presenze e reti nei club
Statistiche aggiornate al 5 maggio 2010.
| Stagione               | Squadra                | Campionato             | Campionato | Campionato | Coppe nazionali | Coppe nazionali | Coppe nazionali | Coppe continentali | Coppe continentali | Coppe continentali | Altre coppe | Altre coppe | Altre coppe | Totale | Totale |
| Stagione               | Squadra                | Comp                   | Pres       | Reti       | Comp            | Pres            | Reti            | Comp               | Pres               | Reti               | Comp        | Pres        | Reti        | Pres   | Reti   |
| ---------------------- | ---------------------- | ---------------------- | ---------- | ---------- | --------------- | --------------- | --------------- | ------------------ | ------------------ | ------------------ | ----------- | ----------- | ----------- | ------ | ------ |
| 1990                   | Africa Sports          | PD                     | ?          | ?          |                 | -               | -               |                    | -                  | -                  |             | -           | -           | ?      | ?      |
| 1990-1991              | Metz                   | D1                     | 0          | 0          |                 | -               | -               |                    | -                  | -                  |             | -           | -           | 0      | 0      |
| 1991-1992              | Metz                   | D1                     | 0          | 0          |                 | -               | -               |                    | -                  | -                  |             | -           | -           | 0      | 0      |
| Totale Metz            | Totale Metz            | Totale Metz            | ?          | ?          |                 |                 |                 |                    |                    |                    |             |             |             | 0      | 0      |
| 1992-1993              | Al-Ahli                | SPL                    | 22         | 14         |                 | -               | -               |                    | -                  | -                  |             | -           | -           | 22     | 14     |
| 1993-1994              | Lecce                  | A                      | 18         | 3          |                 | -               | -               |                    | -                  | -                  |             | -           | -           | 18     | 3      |
| 1994-1995              | Lecce                  | B                      | 16         | 4          |                 | -               | -               |                    | -                  | -                  |             | -           | -           | 16     | 4      |
| Totale Lecce           | Totale Lecce           | Totale Lecce           | 34         | 7          |                 |                 |                 |                    |                    |                    |             |             |             | 34     | 7      |
| 1995-1996              | União Leiria           | PD                     | 13         | 1          |                 | -               | -               |                    | -                  | -                  |             | -           | -           | 13     | 1      |
| 1996-1997              | Vitória Setúbal        | PD                     | 23         | 8          |                 | -               | -               |                    | -                  | -                  |             | -           | -           | 23     | 8      |
| 1997-1998              | Boavista               | PD                     | 29         | 16         |                 | -               | -               |                    | -                  | -                  |             | -           | -           | 29     | 16     |
| 1998-1999              | Boavista               | PD                     | 27         | 15         |                 | -               | -               |                    | -                  | -                  |             | -           | -           | 27     | 15     |
| Totale Boavista        | Totale Boavista        | Totale Boavista        | 56         | 31         |                 |                 |                 |                    |                    |                    |             |             |             | 56     | 31     |
| 1999-2000              | Sporting Lisbona       | PD                     | 26         | 7          |                 | -               | -               |                    | -                  | -                  |             | -           | -           | 26     | 7      |
| 2000-2001              | Yimpaş Yozgatspor      | 1.Lig                  | 19         | 11         |                 | -               | -               |                    | -                  | -                  |             | -           | -           | 19     | 11     |
| 2001-2002              | Kocaelispor            | 1.Lig                  | 28         | 10         |                 | -               | -               |                    | -                  | -                  |             | -           | -           | 28     | 10     |
| 2003                   | Shenyang Ginde         | CSL                    | 28         | 14         |                 | -               | -               |                    | -                  | -                  |             | -           | -           | 28     | 14     |
| 2004                   | Inter Shanghai         | CSL                    | 20         | 17         |                 | -               | -               |                    | -                  | -                  |             | -           | -           | 20     | 17     |
| 2005                   | Inter Shanghai         | CSL                    | 13         | 1          |                 | -               | -               |                    | -                  | -                  |             | -           | -           | 13     | 1      |
| Totale Inter Shanghai  | Totale Inter Shanghai  | Totale Inter Shanghai  | 20         | 17         |                 |                 |                 |                    |                    |                    |             |             |             | 20     | 17     |
| 2006                   | Xi'an Chanba           | CSL                    | ?          | ?          |                 | -               | -               |                    | -                  | -                  |             | -           | -           | ?      | ?      |
| 2007                   | Vitória Setúbal        | PD                     | 12         | 3          |                 | -               | -               |                    | -                  | -                  |             | -           | -           | 12     | 3      |
| Totale Vitória Setúbal | Totale Vitória Setúbal | Totale Vitória Setúbal | 35         | 11         |                 |                 |                 |                    |                    |                    |             |             |             | 35     | 11     |
| Totale                 | Totale                 | Totale                 | 294        | 124        |                 |                 |                 |                    |                    |                    |             |             |             | 294    | 124    |

### Cronologia presenze e reti in nazionale
| Cronologia completa delle presenze e delle reti in nazionale ― Ghana | Cronologia completa delle presenze e delle reti in nazionale ― Ghana | Cronologia completa delle presenze e delle reti in nazionale ― Ghana | Cronologia completa delle presenze e delle reti in nazionale ― Ghana | Cronologia completa delle presenze e delle reti in nazionale ― Ghana | Cronologia completa delle presenze e delle reti in nazionale ― Ghana | Cronologia completa delle presenze e delle reti in nazionale ― Ghana | Cronologia completa delle presenze e delle reti in nazionale ― Ghana |
| Data                                                                 | Città                                                                | In casa                                                              | Risultato                                                            | Ospiti                                                               | Competizione                                                         | Reti                                                                 | Note                                                                 |
| -------------------------------------------------------------------- | -------------------------------------------------------------------- | -------------------------------------------------------------------- | -------------------------------------------------------------------- | -------------------------------------------------------------------- | -------------------------------------------------------------------- | -------------------------------------------------------------------- | -------------------------------------------------------------------- |
| 25-10-1992                                                           | Bujumbura                                                            | Burundi                                                              | 1 – 0                                                                | Ghana                                                                | Qual. Mondiali 1994                                                  | -                                                                    |                                                                      |
| 20-12-1992                                                           | Accra                                                                | Ghana                                                                | 2 – 0                                                                | Algeria                                                              | Qual. Mondiali 1994                                                  | 1                                                                    | 65’                                                                  |
| 31-1-1993                                                            | Kumasi                                                               | Ghana                                                                | 1 – 0                                                                | Burundi                                                              | Qual. Mondiali 1994                                                  | -                                                                    |                                                                      |
| 26-2-1993                                                            | Tlemcen                                                              | Algeria                                                              | 2 – 0                                                                | Ghana                                                                | Qual. Mondiali 1994                                                  | -                                                                    | 19’                                                                  |
| 27-3-1994                                                            | Susa                                                                 | Ghana                                                                | 1 – 0                                                                | Guinea                                                               | Coppa d'Africa 1994 - 1º turno                                       | -                                                                    |                                                                      |
| 31-3-1994                                                            | Susa                                                                 | Ghana                                                                | 1 – 0                                                                | Senegal                                                              | Coppa d'Africa 1994 - 1º turno                                       | -                                                                    | 66’                                                                  |
| 16-10-1994                                                           | Niamey                                                               | Niger                                                                | 1 – 5                                                                | Ghana                                                                | Qual. Coppa d'Africa 1996                                            | 1                                                                    |                                                                      |
| 12-11-1994                                                           | Bakau                                                                | Gambia                                                               | 1 – 2                                                                | Ghana                                                                | Qual. Coppa d'Africa 1996                                            | -                                                                    |                                                                      |
| 22-1-1995                                                            | Accra                                                                | Ghana                                                                | 3 – 1                                                                | Rep. del Congo                                                       | Qual. Coppa d'Africa 1996                                            | 1                                                                    |                                                                      |
| 25-1-1996                                                            | Bloemfontein                                                         | Ghana                                                                | 2 – 0                                                                | Mozambico                                                            | Coppa d'Africa 1996 - 1º turno                                       | 1                                                                    | 80’                                                                  |
| 28-1-1996                                                            | Johannesburg                                                         | Ghana                                                                | 1 – 0                                                                | Zaire                                                                | Coppa d'Africa 1996 - Quarti di finale                               | -                                                                    | 88’                                                                  |
| 31-1-1996                                                            | Johannesburg                                                         | Sudafrica                                                            | 3 – 0                                                                | Ghana                                                                | Coppa d'Africa 1996 - Semifinale                                     | -                                                                    | 59’                                                                  |
| 7-6-1997                                                             | Casablanca                                                           | Marocco                                                              | 1 – 0                                                                | Ghana                                                                | Qual. Mondiali 1998                                                  | -                                                                    | 46’                                                                  |
| 14-6-1997                                                            | Suwon                                                                | Corea del Sud                                                        | 3 – 0                                                                | Ghana                                                                | Amichevole                                                           | -                                                                    |                                                                      |
| 16-6-1997                                                            | Seul                                                                 | Egitto                                                               | 2 – 0                                                                | Ghana                                                                | Amichevole                                                           | -                                                                    |                                                                      |
| 24-1-1999                                                            | Accra                                                                | Ghana                                                                | 1 – 0                                                                | Mozambico                                                            | Qual. Coppa d'Africa 2000                                            | -                                                                    | Ingresso                                                             |
| 12-11-1999                                                           | Il Cairo                                                             | Egitto                                                               | 1 – 2                                                                | Ghana                                                                | Amichevole                                                           | 1                                                                    | Uscita                                                               |
| 14-12-1999                                                           | Salonicco                                                            | Grecia                                                               | 1 – 1                                                                | Ghana                                                                | Amichevole                                                           | -                                                                    | 58’                                                                  |
| 18-1-2000                                                            | Accra                                                                | Ghana                                                                | 2 – 0                                                                | Tunisia                                                              | Amichevole                                                           | 2                                                                    |                                                                      |
| 22-1-2000                                                            | Accra                                                                | Ghana                                                                | 1 – 1                                                                | Camerun                                                              | Coppa d'Africa 2000 - 1º turno                                       | 1                                                                    |                                                                      |
| 27-1-2000                                                            | Accra                                                                | Ghana                                                                | 2 – 0                                                                | Togo                                                                 | Coppa d'Africa 2000 - 1º turno                                       | 1                                                                    |                                                                      |
| 31-1-2000                                                            | Accra                                                                | Ghana                                                                | 0 – 2                                                                | Costa d'Avorio                                                       | Coppa d'Africa 2000 - 1º turno                                       | -                                                                    |                                                                      |
| 6-2-2000                                                             | Kumasi                                                               | Ghana                                                                | 0 – 1                                                                | Sudafrica                                                            | Coppa d'Africa 2000 - Quarti di finale                               | -                                                                    |                                                                      |
| 8-4-2000                                                             | Arusha                                                               | Tanzania                                                             | 0 – 1                                                                | Ghana                                                                | Qual. Mondiali 2002                                                  | -                                                                    | 70’                                                                  |
| 14-1-2001                                                            | Kinshasa                                                             | RD del Congo                                                         | 2 – 1                                                                | Ghana                                                                | Qual. Coppa d'Africa 2002                                            | 1                                                                    | 77’                                                                  |
| 5-5-2001                                                             | Freetown                                                             | Sierra Leone                                                         | 1 – 1                                                                | Ghana                                                                | Qual. Mondiali 2002                                                  | 1                                                                    |                                                                      |
| Totale                                                               |                                                                      | Presenze                                                             | 26                                                                   |                                                                      | Reti                                                                 | 11                                                                   |                                                                      |

## Palmarès

### Club
- Campionato portoghese: 1

Sporting: 1999-2000
- Supercoppa di Portogallo: 2

Boavista: 1997
Sporting: 2000
- Coppa di Turchia: 1

Kocaelispor: 2001-2002

### Nazionale
- Bronzo olimpico: 1

Barcellona 1992